# Університет Кентуккі
Університет Кентуккі (англ. University of Kentucky, UK) — американський громадський університет штату в Лексингтоні, Кентуккі. В закладі навчається близько 30 761 студентів (2016 р.).
Університет складається з 18 факультетів. В 2017 році займав 133 місце в рейтингу навчальних закладів США. Президентом університету з 2011 року є доктор Елі Капілауто.
Спортивні студентські команди університету виступають під загальною назвою Кентукійські Дикі Коти. Найуспішнішою є секція чоловічого баскетболу, котра до 2016 року стала 8-разовим чемпіоном Національної асоціації студентського спорту.

## Історія
Був заснований у 1865 році як Сільськогосподарський та механічний коледж Кентуккі, котрий був відділом Трансильванського університету. У 1878 році було ухвалене рішення про самостійність коледжу, котрий в 1908 році змінив назву на Університет штату Кентуккі, Лексингтон, від 1916 року — Університет Кентуккі.

## Відомі випускники
В університеті навчались колишні губернатори штатів Стів Бешеар, Ерні Флетчер, Беверлі Перд'ю, Тед Стрікленд, сенатор Мітч Макконнелл, лавреати Нобелівської премії генетик Томас Морган та Вільям Нанн Ліпском, актори Ешлі Джад та Гаррі Дін Стентон, художник Дон Роса, астронавт Сторі Масґрейв та інші.